# 王正思
王正思（1500年—？），字仲行，號五雲，浙江紹興府餘姚縣人，明朝政治人物。王守仁從姪。

## 生平
嘉靖元年（1522年）壬午科浙江鄉試第七十三名舉人。嘉靖八年（1529年）中式己丑科會試第一百七十名，登第二甲第八十四名進士。歷官主事、员外郎、郎中，嘉靖十六年（1537年）任福建建宁府知府。

## 家族
曾祖王天敘，贈禮部右侍郎追封特進光祿大夫柱國新建伯兼南京兵部尚書；祖父王袞；父王守禮，母華氏。重庆下。兄正心。弟正志、正恩、正忠、正懋、正恕、正愈、正憲、正惠、正忞、正愚、正㦂、正感。